# Lăutari

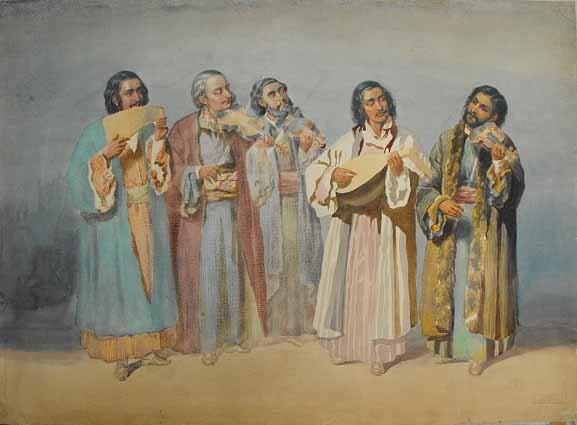
Lăutari in de 19e eeuw

Lăutari zijn Roma-muzikanten. Zij spelen een belangrijke rol in de landelijke Roemeense cultuur. Zij maken muziek bij sociale gelegenheden op het platteland, vooral huwelijksvieringen die typisch van zaterdagmiddag tot maandagmiddag duren.
Lăutari leven over het algemeen op het platteland en zijn, tot op zekere hoogte, boeren. Als muzikanten zijn zij losjes in groepen georganiseerd. Zo'n groep wordt een taraf genoemd. Een taraf bestaat vaak grotendeels uit mannen van een familie. Er zijn weliswaar vrouwelijke Lăutari, meestal vocalisten, maar zij worden in aantal ruimschoots overtroffen door de mannen. Elke taraf wordt geleid door een primaș, de primaire solist.
De muziek van de Lăutari zorgt voor de structuur in de uitgebreide Roemeense huwelijken op het platteland. Verder zijn de Lăutari een bron van vermaak tijdens de rustigere delen van de huwelijksceremonie, niet alleen met muziek, maar ook met magische trucs, verhalen, etc. De Lăutari leiden daarnaast de plechtigheid in goede banen door onder meer conflicten te sussen die gedurende het lange feest, waarbij veel alcohol genuttigd wordt, ontstaan.
Volgens gebruiken, die vrijwel zeker teruggaan naar de Middeleeuwen, besteden de meeste Lăutari het geld dat ze verdienen tijdens deze huwelijksceremonies vrijwel meteen aan uitgebreide banketten voor hun vrienden en families. Meestal gebeurt dit in de dagen volgend op de bruiloft.
Sinds de vroege negentiende eeuw, en vooral in de dagen vóór er geluidsopnamen mogelijk waren, zorgden de Lăutari voor het behoud van verschillende Roemeense muziekgenres die anders verloren waren gegaan. Deze muziekgenres stamden overigens niet alleen van zigeuners af. Het grootste deel van hun liederen zijn lyrische gedichten in het Roemeens, maar sommige zijn in het geheel of gedeeltelijk in het Romani, een taal specifiek voor zigeuners.

## Bekende bands
- Fanfare Ciocărlia
- Taraf Cristian Geacu-Cataroiu
- Taraf de Haïdouks
- Mahala Raï Banda